# Macrocera ruficollis
Macrocera ruficollis är en tvåvingeart som beskrevs av Edwards 1927. Macrocera ruficollis ingår i släktet Macrocera och familjen platthornsmyggor. Inga underarter finns listade i Catalogue of Life.